# Наружное ухо
Нару́жное у́хо (лат. auris externa) — латеральная часть периферического отдела слуховой системы млекопитающих, птиц, некоторых пресмыкающихся и единичных видов земноводных. У наземных млекопитающих включает ушную раковину и наружный слуховой проход; от среднего уха отделяется барабанной перепонкой. Иногда последнюю рассматривают в качестве одной из структур наружного уха.

## Структуры наружного уха

### Наружный слуховой проход
По меньшей мере у двух видов бесхвостых земноводных (Anura), способных воспринимать и издавать ультразвуки — калимантанской каскадницы Huia cavitympanum (Boulenger, 1896) и лягушки Odorrana tormota (Wu, 1977) (Ranidae), — барабанные перепонки располагаются не на поверхности головы, как у прочих амфибий, а углублены. Таким образом, у этих лягушек имеется полость перед барабанной перепонкой, которую можно рассматривать в качестве слухового канала (наружного слухового прохода).
Многим рептилиям (крокодилам, ящерицам) свойственно наличие наружного слухового прохода с произвольно изменяющимся диаметром слухового отверстия. Сужение последнего обеспечивается кольцевыми мышцами.
Слуховые каналы (претимпанальные полости) птиц, как правило, недлинные, относительно объёмные, испещрённые складками. Нередко они асимметричны.
Наружный слуховой проход млекопитающих — канал, предназначенный для проведения звуковых колебаний от ушной раковины в барабанную полость среднего уха, — может усиливать звуки определённого частотного диапазона. У взрослых людей длина этого канала составляет в среднем 2,6 см, диаметр — 5—7 мм, объём — около 1 см³. Слуховой проход образует небольшой S-образный изгиб в горизонтальной и вертикальной плоскостях, поэтому обычно барабанная перепонка снаружи не видна. Вблизи барабанной перепонки слуховой канал сужается, что способствует возрастанию уровня звукового давления (сравнительно с таковым вблизи наружного слухового отверстия).
Латеральная часть наружного слухового прохода, примыкающая к ушной раковине, состоит из эластического хряща, медиальная — из кости (височная кость). В хрящевом отделе имеются сальные и церуминозные железы. Секрет последних — так называемая ушная сера (лат. cerumen) — обладает противомикробным и инсектицидным действием.
Вблизи барабанной перепонки находится ростовая зона эпителия, выстилающего наружный слуховой проход: эпителий растёт из его глубоких отделов кнаружи на 0,05—0,07 мм в день, слущиваясь по мере достижения латерального (хрящевого) отдела наружного слухового прохода, что в норме способствует самоочищению последнего.

### Ушная раковина
У крокодилов, некоторых ящериц и птиц имеется маленькая складка кожи, примыкающая к внешней части наружного слухового прохода; эта структура рассматривается в качестве зачатка ушной раковины.
Ушная (слуховая) раковина млекопитающих состоит из эластического хряща, покрытого кожей. Она собирает звуки и направляет их в наружный слуховой проход. У большей части наземных млекопитающих ушная раковина, благодаря развитию особых внешних мышц (работающих подобно глазодвигательным) способна к произвольным движениям, что позволяет хорошо улавливать акустические волны, исходящие из любых направлений, не поворачивая головы. У человека такие способности, как правило, не развиты, хотя ушная раковина всё же снабжена рудиментарными мышцами — шестью внутренними и тремя внешними.
Интерауральная база (расстояние между ушами) у взрослого человека составляет в среднем 21 см. Это так называемая константа Хорнбостеля — Вертхеймера.

## Основные функции наружного уха
- протекторная (защитная);
- проведение и избирательное усиление акустических колебаний;
- локализация источника звука.

### Протекторная функция
Узкий, длинный, S-образно изогнутый слуховой проход предохраняет барабанную перепонку и глубже лежащие структуры среднего и внутреннего уха от травматических внешних воздействий.

### Проведение и усиление акустических колебаний

Изофонические кривые

Улавливая акустические колебания и направляя их на барабанную перепонку, ушная раковина и наружный слуховой проход действуют как резонаторы, способные в ряде случаев увеличивать уровень звукового давления (УЗД) до 10—17 дБ (здесь числа отражают разность уровней звукового давления у барабанной перепонки и вблизи ушной раковины). Структуры наружного уха избирательно усиливают звуки высоких частот, которые близки к их собственным резонансным частотам — 5 кГц для ушной раковины и 3—4 кГц (по другим данным — 2,5 кГц) для наружного слухового прохода взрослого человека.
Вследствие этого человеческое ухо наиболее чувствительно к акустическим колебаниям частотой около 3 кГц (сюда относится большая часть звуков речи) — они лучше воспринимаются (см. рисунок), но при чрезмерной интенсивности нередко приводят к акустическим травмам, поэтому весьма типична потеря слуховой чувствительности именно в таком частотном диапазоне.
В норме человек способен слышать звуки в диапазоне от 16 Гц до 20 кГц (при воздушном проведении). На частотах 15—20 кГц усиление звука может доходить до 7 дБ УЗД.

### Локализация источника звука
Локализация — определение местоположения источника звука в пространстве. Различают локализацию объекта, издающего звук, в горизонтальной, вертикальной плоскостях и определение удалённости источника звука.
Разрешающая способность горизонтальной локализации зависит от расположения источника звука (она выше, если он расположен ближе к средней линии головы) и его частотных характеристик. Она снижается в диапазоне частот 1,5—2,5 кГц, что является следствием неодинаковых механизмов определения местоположения источников низкочастотных (до 1,5 кГц) и высокочастотных (более 3 кГц) сигналов. В первом случае длина звуковой волны больше интерауральной базы (см. выше), и локализация производится на основании временного сдвига в восприятии звука левым и правым ухом. Во втором случае звуковая волна гораздо меньше интерауральной базы, и местоположение объекта, производящего звук, определяется по различию звукового давления на уровне правого и левого уха. В промежуточном частотном диапазоне (1,5—2,5 кГц) один механизм сменяется другим, и это отрицательно влияет на точность локализации источника звука.
Для качественной локализации важен бинауральный слух (когда слышат оба уха). Монауральная локализация (с помощью одного уха) затруднительна; она достижима лишь при продолжительном звуковом сигнале и возможности свободно поворачивать голову или иным способом изменять пространственное положение функционирующего уха.

## Пороки развития наружного уха

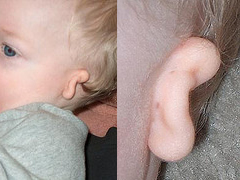
Гипоплазия ушной раковины и
атрезия наружного слухового прохода

Пороки развития наружного уха — следствие генетических нарушений либо воздействия неблагоприятных факторов среды (радиация, инфекции, интоксикация…) в раннем периоде онтогенеза.

### Малозаметные дефекты
- врождённая преаурикулярная фистула — узкий длинный каналец (околоушной свищ), открывающийся, как правило, вблизи козелка (аномалия может наследоваться по рецессивному типу) — иногда может стать очагом хронического воспаления[41].

### Косметические дефекты
- лопоухость — большой угол между поверхностью ушных раковин и черепом;
- макротия — чрезмерно большие ушные раковины;
- микротия — очень маленькие ушные раковины[42][43].

### Аномалии развития, способные привести к функциональным нарушениям
- атрезия (отсутствие)[44] наружного слухового прохода;
- аплазия (отсутствие)[45] ушной раковины;
- гипоплазия (недоразвитие)[46] ушной раковины, сочетающаяся с атрезией наружного слухового прохода (см. рисунок);
- дисплазия (неправильное развитие)[47] ушной раковины.

### Синдромы
Генетически обусловленные аномалии развития структур наружного уха наследуются по аутосомно-рецессивному или аутосомно-доминантному типам. Они могут сочетаться друг с другом или с пороками развития среднего, внутреннего уха и других анатомических структур.
- Синдром микротии-атрезии — односторонняя или двусторонняя микротия и атрезия наружного слухового прохода, кондуктивная тугоухость (наследуется по аутосомно-рецессивному типу)[48].
- Окуло-аурикуло-вертебральный спектр (устаревшие названия синдром Гольденхара, гемифациальная микросомия) — сочетание аномалий развития наружного среднего и внутреннего уха (микротия), асимметрия лица, глаз (колобома век), костей черепа, позвонков (наследуется по аутосомно-доминантному типу)[49].
- Синдром Тричера Коллинза — нижнечелюстно-лицевой дизостоз[англ.], дисплазия ушной раковины, атрезия костного отдела наружного слухового прохода, гипоплазия слуховых косточек, недоразвитие барабанной полости, тугоухость смешанного характера — кондуктивная и нейросенсорная (наследуется по аутосомно-доминантному типу)[50][51].
- Синдром Крузона, или черепно-лицевой дизостоз — деформация черепа, сопровождающаяся комплексом признаков, включающих и двустороннюю атрезию наружного слухового прохода (наследуется по аутосомно-доминантному типу)[52].

### Лечение
Как правило, аномалии развития наружного уха лечатся хирургическим путём. Так, при атрезии наружного слухового прохода возможно пластическое создание этой структуры. Иногда используются протезы из искусственных материалов.
- Преаурикулярная фистула обычно не требует врачебного вмешательства, но в случае, когда она является очагом хронического воспаления[43], её капсула может быть удалена с частью окружающих тканей. Операция чревата осложнениями и должна выполняться опытным хирургом в условиях стационара[53].
- Если аномалии развития наружного уха не осложнены функциональными нарушениями (кондуктивная или смешанная тугоухость), а представляют собой лишь косметический дефект, операция по его исправлению выполняется, как правило, не раньше 6—7-летнего возраста[54].
- Если пороки развития сопровождаются функциональными нарушениями, которые поддаются исправлению, чаще всего рекомендуется ранняя хирургическая коррекция, а до неё — применение слуховых аппаратов (для предотвращения полной потери слуховой функции)[54].

## Комментарии
1. ↑  

У некоторых видов, таких как Amolops tormotus (Feng et al. 2006), имеется полость перед барабанной перепонкой, которую можно считать наружным слуховым проходом, а следовательно, и наружным ухом. Оригинальный текст (англ.)Some species, like Amolops tormotus (Feng et al. 2006), have a cavity in front of the tympanic membrane which is considered to be an ear canal and thus an outer ear.— Schoffelen et al., 2008[5].
2. ↑  А. И. Константинов (1991) называет H. cavitympanum «борнеосской лягушкой».
3. ↑  Синоним — Amolops tormotus Wu, 1977. Нередко в популярных статьях на русском языке этот вид именуют «воронкоухая лягушка»[13].
4. ↑  Латерально.
5. ↑  Вплоть до полного перекрывания.
6. ↑  У человека — от 3 до 12 кГц.
7. ↑  У человека — около 1/3 общей длины[6].
8. ↑  Иначе называемая константой Хорнбостеля — Вертгеймера[31][32].